# Barnett Newman
Barnett Newman (New York, 29 gennaio 1905 – New York, 4 luglio 1970) è stato un pittore e scultore statunitense.

## Biografia
Figlio di immigrati ebrei polacchi, negli anni trenta dipinse le sue prime opere, in stile espressionista. Deluso dai risultati, si avvicinò al surrealismo, entrando in contatto con altri artisti di New York, tra cui Mark Rothko, William Baziotes e Robert Motherwell. Fu grazie a queste amicizie che Newman si legò all'espressionismo astratto, sviluppando uno stile che si distaccava nettamente dalla arte europea contemporanea; in particolare, questo gruppo di artisti si avvicinò al color field painting, che si contrapponeva all'action painting.
Morì a New York per un infarto il 4 luglio 1970.

## Stile
Lo stile di Newman è caratterizzato da zone variegate di colore separate da linee verticali, che formano rapporti armonici di sottile equilibrio e che tendono a dilatare lo spazio. Col tempo, la forma viene ridotta all'estremo e i colori puri sono stesi in modo uniforme su tele di grande formato attraversate da occasionali linee contrapposte. In questo si può intravedere un collegamento alla tradizione astratta di Piet Mondrian e Josef Albers; inoltre, l'uso del colore può essere visto come precursore di lavori di artisti come Frank Stella.
Molte pitture di Newman erano originariamente senza titolo: i nomi che successivamente diede loro sono spesso legati a temi della cultura ebraica. Newman fece anche sculture, acqueforti e litografie attraverso le quali cercava di trasportare la musica su tela.
Per molti anni le opere di Newman ricevettero pesantissime critiche: fu solo alla fine della sua vita che cominciò ad essere apprezzato come artista.
È inoltre ricordato per l'importante influenza che ebbe sulla successiva generazione di giovani pittori, in particolare quelli legati al minimalismo.

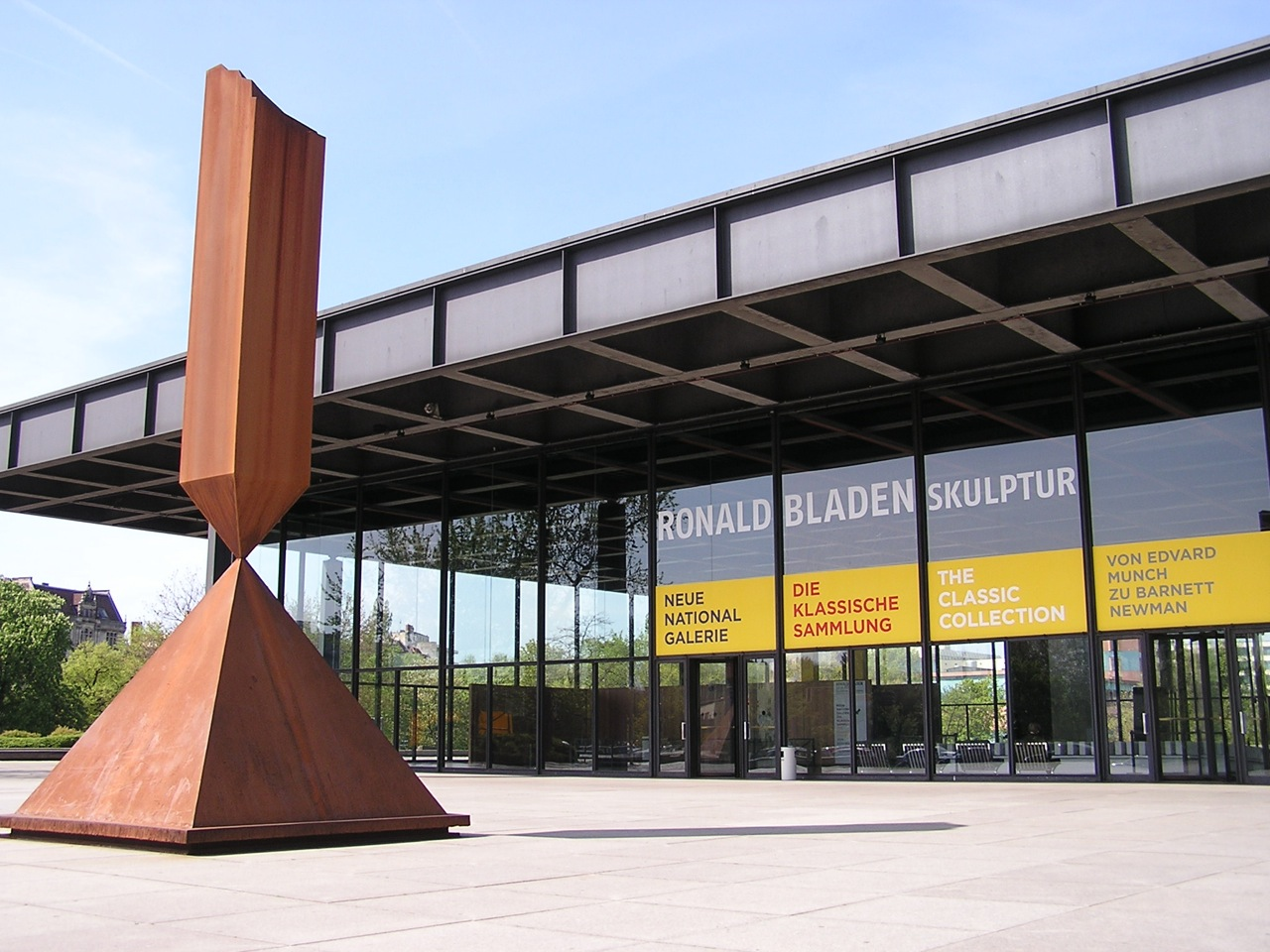
Broken Obelisk, Neue Nationalgalerie di Berlino

## Opere
Black Fire I, dipinto del 1961.